# Série H (métro de Berlin)
Pour les articles homonymes, voir HK.
Les rames H du métro de Berlin sont une série de rames modernes dont l'affectation a commencé en 1994.
Les trois versions à grand gabarit, le H95, le H97 et le H01 ont été livrées successivement en 1996, entre 1997 et 1998 et entre 2000 et 2002.
La version à petit gabarit, dénommée HK, a été elle-même divisée en deux sous-séries affectées l'une après l'autre : le « HK2000 » (HK00), série de quatre rames (1001 à 1004) à visée expérimentale ; le « HK06 », série de vingt rames (1005 à 1024) commandées pour octobre 2006.